# Liberato Marcial Rojas
Liberato Marcial Avelino Rojas Cabral (Asunción, 17 de agosto de 1870-Montevideo, 22 de agosto de 1922) fue un político paraguayo que ejerció como presidente de Paraguay de 1911 a 1912, durante la Hegemonía Liberal. Su gobierno fue brevemente interrumpido por un golpe de Estado, en 1912.

## Familia
Era hijo de Gorgonio Rojas y Avelina Cabral. Fueron sus hermanos Emiliano Rojas y Gorgonio (hermano de padre, casado con Ana Dolores Franco), Silvestre (casado con Bernardina Argüello), Petrona, José (casado con Bartola Argüello), Manuel (casado con Josefa Medina), Carlos (casado con Mercedes Escauriza), Elisa (casada con Carlos Quevedo), Gregorio, Adela (casada con Bonifacio Samaniego), Horacio, Dolores (casada con Modesto Ibáñez), Elvira (casada con Gabriel Ocampos), Deolinda (casada con Tomás Mendoza, uno de los jefes de la revolución de 1922), Hortensia (casada con Rodrigo Solalinde) y Juan Eduardo (casado con Lucía Ocampos). 

## Trayectoria
Rojas ejerció la presidencia provisional de la República en pleno periodo de revueltas políticas. Había sido designado por el Congreso y durante su gobierno se adquirió la casa Patri para residencia presidencial (actual Dirección General de Correos); se creó la Junta Fiscalizadora para la emisión de billetes, y falleció el expresidente Bernardino Caballero.
El gabinete estuvo integrado por Francisco L. Bareiro, en el Ministerio de Hacienda, Alejandro Audibert y Daniel Codas, en Interior; Federico Codas y Eduardo López Moreira, en Justicia, Culto e Instrucción Pública, Américo Benítez, en Guerra y Marina, y Teodosio González, Carlos L. Isasi y Antolín Irala, en Relaciones Exteriores. 
Una sublevación militar del 14 de enero de 1912 lo obligó a renunciar, pero fue repuesto tres días después. El resto de su gobierno transcurrió en medio de convulsiones políticas, siendo obligado nuevamente a renunciar poco después.
Casado con Susana Dolores Silva, fue padre de Adolfo, Hermógenes (casado con Rosa Cubas) y Julio (casado con Celia Caligaris). Falleció en Montevideo el 22 de agosto de 1922.